# Falzthurntal
Falzthurntal är en dal i Österrike.   Den ligger i förbundslandet Tyrolen, i den västra delen av landet, 400 km väster om huvudstaden Wien.
Trakten runt Falzthurntal består i huvudsak av gräsmarker. Runt Falzthurntal är det ganska glesbefolkat, med 42 invånare per kvadratkilometer.